# II wojna światowa: Pilot Down – na tyłach wroga
II wojna światowa: Pilot Down – na tyłach wroga (org. Pilot Down: Behind Enemy Lines) – strzelanka trzecioosobowa i skradanka z 2005 roku produkcji The wide games team, wydana przez Oxygen Interactive, w Polsce dystrybuowana przez Oni Games. Opowiada historię amerykańskiego lotnika zestrzelonego w czasie misji bombowej nad Niemcami podczas II wojny światowej. Gra oferuje rozgrywkę tylko w trybie jednoosobowym.

## Fabuła
Gra opowiada historię kpr. Johna Fostera, fikcyjnego lotnika United States Army Air Forces, wchodzącego w skład załogi bombowca B-17, który zostaje zestrzelony w czasie misji bombowej nad Niemcami w 1943 roku. Po pomyślnym skoku ze spadochronem, Foster znajduje w okolicach wraku rozbitego samolotu broń, opatrunki i pożywienie, a następnie, pokonując niemieckie patrole, opuszcza miejsce katastrofy. Okazuje się jednak, że na trop Fostera wpada oficer Luftwaffe, kpt. Killinger, specjalizujący się w tropieniu zestrzelonych alianckich lotników. W następnych misjach kierowany przez gracza kpr. Foster przemierza kolejne lokacje, takie jak tartak, miasto nad Renem, stacja kolejowa, czy obozy wojskowe na zaśnieżonej przełęczy, aby przekroczywszy linię Zygfryda przedostać się z Niemiec do okupowanej Francji. Tam nawiązuje kontakt z oddziałem francuskiego ruchu oporu, który ukrywa jednego z członków załogi Fostera i pomaga im obydwu przedostać się na miejscowe lotnisko. Stamtąd, ukradzionym samolotem Ju 87 Stuka dwaj lotnicy przedostają się do neutralnej Szwajcarii, odpierając po drodze ataki niemieckich myśliwców Me 109 oraz zestrzeliwując odrzutowiec Me 262 pilotowany przez Killingera.

## Rozgrywka
Gracz może wcielić się tylko w jedną postać, głównego bohatera, kpr. Johna Fostera. Kieruje jego poczynaniami z perspektywy trzeciej osoby, spoglądając na niego zza pleców. Na początku i w trakcie misji gracz otrzymuje cele główne do wykonania. Poza nimi, w każdej misji znajduje się także jeden cel poboczny, którego wykonanie nie jest konieczne do ukończenia misji, podobnie jak zebranie trzech, rozrzuconych w mniej dostępnych miejscach na mapie przedmiotów. Za wykonywanie celów głównych, pobocznych i znajdowanie przedmiotów gracz otrzymuje punkty doświadczenia, które można wykorzystać na rozwój rozmaitych zdolności głównego bohatera, takich jak: zwiększenie celności strzelania z danego typu broni, dłuższy pasek zdrowia, cichsze przemieszczanie się, czy powiększony ekwipunek. Promowanym przez twórców sposobem unieszkodliwiania przeciwników jest ich cicha eliminacja poprzez duszenie; walczyć można jednak także za pomocą broni palnej, wykorzystując takie typy uzbrojenia z czasów II wojny światowej, jak pistolet Colt M1911 i Walther P38, karabinek Mauser Kar98k, pistolet maszynowy MP 40, czy karabinek StG44. Ponadto do użytku gracza oddano także wiele innych przedmiotów, które można znaleźć w różnych miejscach w trakcie każdej misji: apteczki, prowiant, butelki brandy, race, paczki papierosów, którymi można odwracać uwagę przeciwników, lornetki, amunicję, czy przedmioty misji.
Akcja gry toczy się w zimie, co oznacza, że postać traci ciepło. Pasek ciepła w kolorze niebieskim został umieszczony tuż pod paskiem zdrowia; można go uzupełniać poprzez ogrzanie się przy koksowniku, ognisku lub kominku, a także spożywając pokarm. Wypicie brandy spowalnia utratę ciepła przez bohatera. W kilku misjach umieszczono miejsca, w których można wędkować w celu złowienia ryb. Główny bohater musi unikać wrogo nastawionej, niemieckiej ludności cywilnej, która co prawda nie potrafi walczyć, ale może zaalarmować o jego obecności najbliżej stojącego żołnierza. Dwie misje w grze zakładają użycie munduru wroga.

## Odbiór
Gra spotkała się z chłodnym przyjęciem ze strony krytyków branżowych. Miażdżącą recenzję wystawił jej Jacek „Stranger” Hałas z portalu Gry-Online, który w jednym z pierwszych zdań nazwał Pilot Down „niewiele wartym gniotem, na który nikt przy zdrowych zmysłach nie zechce nawet spojrzeć”. Skrytykował m.in. bardzo słabe AI przeciwników oraz ich nadmierną wytrzymałość, liniowość i krótki czas rozgrywki oraz ubogą grafikę. Bardziej wyważoną opinię opublikował Jerzy „Ogidogi” Kościelny z serwisu MiastoGier.pl, który ocenił grę jako przeciętną. Wypomniał jej jednak te same wady, co Hałas, a ponadto zwrócił uwagę na błędy techniczne, niestabilność gry, która czasami zrzucała go do pulpitu oraz „tragiczne” udźwiękowienie; uważa on, że „potencjał, który tkwił w pomyśle, został kompletnie zmarnowany”.